# Столик-матрёшка

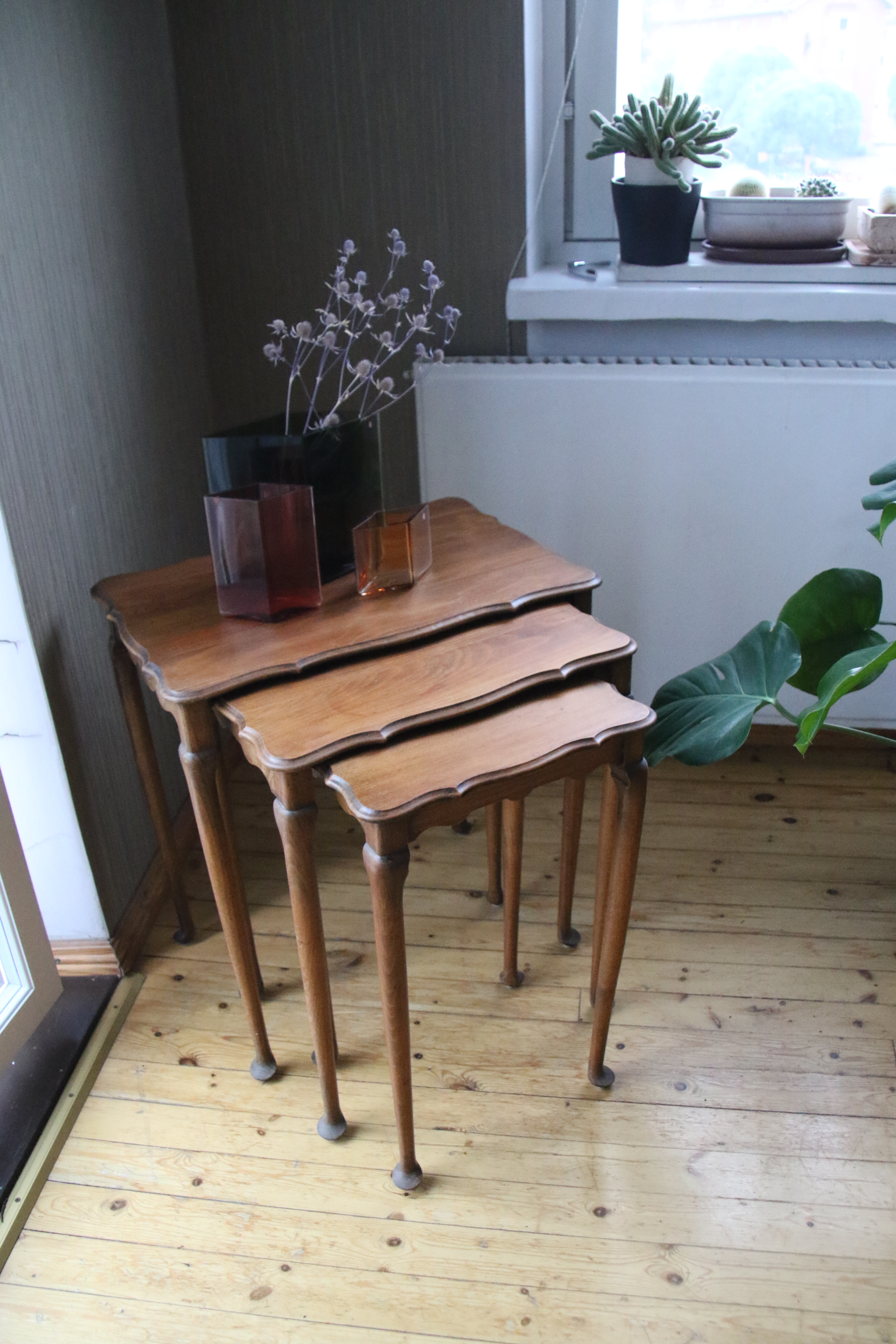
Стол-матрешка из ореха

Столик-матрёшка — мебельное изделие, состоящее минимум из двух-пяти элементов, которые выкладываются в определённой последовательности друг за другом. Столик-матрешка совмещает компактность, складируемость и удобство хранения с вариативностью функций.

## История появления
Столики-матрешки придумал Томас Шератон в XVIII веке — именно ему приписывают изобретение этого мебельного изделия. Изначально такую мебель стали изготавливать для малогабаритных комнат, но впоследствии идею трансформировали в дизайнерское решение, и сегодня выпускается огромное число столов-матрешек различных форм и размеров.

## Особенности столиков типа матрешка
Стол-матрешка, как и другая мебель, может быть изготовлена из массива дерева, пластика, стекла, МДФ и других материалов. Высота, форма и размер стола зависят от назначения: для столовых и обеденных зон обычно используют изделия с широкой столешницей, для гостиных и спален — узенькие столы с внутренними отсеками для хранения бытовых принадлежностей.
Преимущества столов типа матрешка:
- выбор столика нужной формы;
- широкий спектр применения: столики можно использовать для размещения книг, письменной работы, в качестве обеденного столика или эквивалента комода и т.д.[3];
- относительно небольшой вес;
- компактные размеры;
- быстрая трансформация;
- удобство размещения в пространстве квартиры: стол-матрешку можно поставить в углу, центре комнаты, межкомнатном пространстве и др.;
- некоторые столы-матрешки можно раскладывать не только горизонтально, но и вертикально (выкладывая модули в высоту)[4].